# 脳天イライラクイズ
脳天イライラクイズ（のうてんイライラクイズ）は、日本テレビで毎週土曜17:00〜17:30（JST）に放送していたクイズ番組である。2007年11月3日に、『サタデーバリューフィーバー』枠の企画の一つとして、プレビュー版「クイズ!イライラ脳天スタジアム」を放送。内容が大幅に刷新されて、2008年4月5日から2か月限定のレギュラー番組として開始された。同年5月6日に、3時間スペシャルが放送された。そして前述の予定通り、同年5月31日をもって終了。後番組は、同じく『サタデー〜』からレギュラー化したクイズ企画『3人協力クイズ!シャムロック』となった。

## 内容
- キャプテンを含めた芸能人4人1チームの、2チーム対抗戦。
- クイズは全部で4つ。その合計ポイントを競う。
- 優勝したチームは、賞品となる黄金の知恵の輪を賭けた脳天イライラチャレンジ（家庭で用意できる物を使った簡単なゲーム）に挑む。

## 出演

### 司会
- 鈴木崇司（日本テレビアナウンサー）
- 東野幸治
- ウエンツ瑛士

東野、ウエンツは特番のみ。

### VTR出題者
- 世界のナベアツ
- エド・はるみ

### ナレーション
- 右松健太（日本テレビアナウンサー）
- 菅谷大介（日本テレビアナウンサー） - 第1回のみ

## クイズ一覧

### イライラスロット早押されクイズ（第1ゲーム）
- 1チームずつ、交互に挑戦。
- チームのキャプテンは、6つのジャンルから問題を選択。それぞれの問題には200ポイント・100ポイント・50ポイントがあり、ポイントが高い問題ほど難しくなっている。
  - 初回は問題選択は無かった。2回目から、200ポイント・100ポイント・50ポイントの中から問題を選択出来る様になり、最終的に前述のルールへ変わった。
- 芸人やキャラクターがVTRで出題する問題に答える。チームのメンバーは、答えが分かったらキャプテンにアピール、キャプテンがボタンを押して解答権を獲る。但し、答えられるのはスロットでアトランダムに決められた1人のみ。
  - プレビュー版及び特番ではスロットは無く、キャプテンが直接答えさせたい人を指定できる。
- VTRが進むにつれてポイントは減っていき、VTRの終盤になるとスロットに相手チームのメンバーも含まれるようになる。正解したら、その時点でのポイントを獲得する。

モンタージュクイズ
- 部分的に現れたり隠れたりする画像を見て、それは何かを当てる。
- 後に、イライラウォッチングクイズで同じ形式の問題が出題された。

イライラローリングクイズ
- エド・はるみが出題。
- 回転する円周の上に書いてある問題文を読み取って、その答えを当てる。

イライラウォッチングクイズ
- エド・はるみが出題。
- 画面を動き回る動物の数や、窓に映る人間の数等を数える。
- また、間違い探しが出題される事もある。1枚の写真や4コマの写真の中にある3カ所の間違いを当てる。間違い探し問題では得点は下がらず、1個正解する度に50ポイントが加算される。

世界のナベアツクイズ
- 世界のナベアツが出題。
- ナベアツが読み上げる問題（計算問題や穴埋め問題等）を答える。

のぞき穴クイズ
- パパレモンが出題。
- 真っ暗な画面の中で、あちこちへ動き回るのぞき穴の部分だけ画像を見ることができるので、その画像は何か当てる。

ひらがなのっぺらぼう
- のっぺらばにーが出題。
- ある人物や物の名前の頭文字が書かれた円の集合を見て、それは何を表しているのかを当てる。
  - 例題．き い な か く→SMAP（木村拓哉、稲垣吾郎、中居正広、香取慎吾、草彅剛）
  - 『マジカル頭脳パワー!!』で出題された、「マジカルコイン いち文字クイズ」と類似している。

イライラカードクイズ
- バラ辞典女史が出題。
- まず、6枚のカードを記憶。その後カードが裏返り、混ざりながら1枚が消えるので、どのカードが消えたかを当てる。

父の秘密兵器
- サムライUFOが出題。
- 職人が使っている秘密道具は何か、VTRが進むに連れて出てくるヒントを元に当てる。

早口言葉
- びるびるんが出題。
- お題の早口言葉を、噛まずに3回続けて読み上げる。

ぽくぽくクイズ
- おでこぞうが出題。
- 「○○っぽく答えてね」と指定されたキャラクターや人物をモノマネをしながら答える。

大家族クイズ
- スーパーオバンが出題。
- 「サザエさん」のエンディングのような家に右から人が入っていき、左から出てくる。最終的に家の中に何人いるかを答える。

ボール数えクイズ
- ギドラが出題。
- A・Bそれぞれのバケツに、ボールが落下したり、もう一方のバケツにボールが移動する。
- 最後に、指定された方のバケツにボールが幾つ入ったのかを当てる。

ルパン算数
- 算数サンドが出題。
- ルパン三世のタイトル画面のように1文字ずつ表示される計算式や算数の問題に答える

動物列車
- ギドラが出題。
- まず、動物が乗っている列車が横切るので、それを記憶。その後、出題される問題に答える。

### 質問！ゴリラのウンチ（第2ゲーム）
- 1チームずつ挑戦。
- 相手チームのキャプテンの質問に対して、キャプテン以外の3人の中から指名された人は、何を聴かれても必ず、決められた言葉だけで答える。
  - 答える言葉も相手キャプテンが予め、2種類の中から選ぶ。
  - 答える言葉の種類は、「ゴリラです」「ウンチです」「鼻毛です」「ゴメンちゃい」「鼻水たっぷりです」「鼻くそです」等。
- 10問クリアするか笑ってしまった時点で終了。1問クリアにつき10ポイント獲得。

### 第3ゲーム
ポーズでクイズ
- 1チームずつ挑戦。
- 3人にお題が出され、そのお題のジェスチャーを3人で協力して演じる。
- キャプテンは、3人のポーズからお題は何かを当てる。正解なら50ポイント獲得。
- 出題されたのは初回のみで、2回目以降は前述の「〜だるまさんがなにした？」に発展された。

ポーズでクイズ だるまさんがなにした？
- 1チームずつ挑戦。
- 3人にお題が出され、「だるまさんがなにした」の掛け声の後、お互いのポーズが見えない様に仕切られている中で、それぞれお題から連想されるポーズをする。
  - 3回目のみ、動きを加えても良い。
- キャプテンは、3人のポーズからお題は何かを当てる。
  - 1回目で正解→100ポイント、2回目で正解→80ポイント、3回目で正解→60ポイント。

イライラお絵かきクイズ！
- 3人にお題が出され、1人10秒ずつ、お題の絵をホワイトボードに描く。
  - 但し、3人はホワイトボードの裏で待機している為、自分の番になるまでお題を知る事ができない。
- 3人が描いた絵を見て、キャプテンはお題を当てる。正解なら100ポイント獲得。

イライラモーション
- 1チームずつ挑戦。
- 3人にお題が出され、そのお題のジェスチャーを3人で協力して演じる。
- キャプテンは早押しで、3人のポーズからお題は何かを当てる。100ポイントから、時間が経過するにつれて減っていき、正解した時点のポイントを獲得。

擬音連想チクタクどっか〜ん！
- 1チームずつ挑戦。
- 1人1問ずつ、お題のものを擬音だけで表現。目隠しをしたキャプテンは、それが何かを当てる。正解・不正解に関わらず、1回答えた時点で次の問題に移る。
- 制限時間は1分。1問正解につき10ポイント獲得。

イライラ色ラップ
- 曲のリズムに合わせて、色の名前が書かれた文字が何色で書かれているかを答える。
  - 例：赤色で書かれた「あお」→「赤」と答える。
- 1人ずつ順番に答えて、間違えた人は失格。
- 途中から背景の色が白以外になったり、漢字になったり、2つ同時に現れたり（両方答えないと失格）、テンポが早くなったりと、難易度が上がっていく。
- 最後まで残っていた人数が多かったチームに100ポイント。

### 第4ゲーム
熱血！何ナニ？山びこクイズ
- 1チームずつ挑戦。
- 1人1問ずつ、キャプテンが読み上げる問題に答える。但し、基準以上の声量で叫ばないと正誤判定がされない。つまり、基準の声量に達していなければ、何度も答えないといけない必要がある。
- 制限時間は1分。1問正解につき10ポイント獲得。

サイズを並べて！プラチナ 金 銀 銅
- 1チームずつ挑戦。
- お題（頭に○がつく言葉）に当てはまる言葉を1人1個書いて、それが銅→銀→金→プラチナ（キャプテンが担当）の順番に大きくなっていれば200ポイント獲得。
  - 当初はプラチナが無く、金・銀・銅の3段階であった。キャプテンが解答順を決め、順番通りに大きくなっていれば200ポイント獲得。

教えて！オーバー40クイズ
- 各チームの（40歳以上の）代表者1人が解答役となり、チームメイトは解答役を手助けする。
- 解答役に対して、若者や子供には常識である最新のトレンド等の問題を出題。チームメイトは、口パクだけで解答役に答えを教えて、それを見た解答役は筆答で答える。
- 1問正解につき50ポイント獲得。

イライラップ
- 1チームずつ、キャプテン以外の3人が挑戦。
- ラップのリズムに乗せて1人ずつ、お題（最後に○○のつく言葉）に合う言葉を、ラルフの「もう一つおまけに」の後に答える。
- リズムに乗れなかった、既に出た言葉（初めにラルフが例で出した2つの言葉も含む）を答えた、お題に合う言葉を答えられなかった場合、その人は失格。
- 3人が失格になるまでに答えることが出来た言葉1個につき10ポイント獲得。

イライラレーシング！
- 4人のニューハーフによる陸上競技や子供の怪獣ごっこの結果予想。キャプテン以外のメンバー3人は、誰が1位になるのかを予想する。
- キャプテンは3人の予想を見て、ここまでに獲得したポイントを3人に振り分ける。
- 予想が的中したメンバーに振り分けたポイントは倍になって返って来るが、予想が外れたメンバーのポイントはそのまま没収される。

## 脳天イライラチャレンジの例
- 1個のハッサクの皮を、3人がそれぞれ片手だけを使って、30秒以内にむく。
- 風船に貼られた3枚のセロハンテープを、風船を割らないように注意しながら、30秒以内に全てをはがす。
- 3人それぞれ竹刀を立てて持った状態で、場所だけ隣りへ入れ替わって別の竹刀を持つ。これを、竹刀を倒さないように30秒で10回成功させる。
- ある文字を筆で隣の人の顔面に書いて伝える。チームの4人目まで伝われば成功。

## エンディングテーマ曲
キャナァーリ倶楽部「ニシキカザレ」

## スタッフ
- 構成：福原フトシ、川野将一
- クイズ作家：杉本みな子、藤本裕、山田雄也
- TM：古井戸博
- SW：木村博靖
- CAM：小林宏義
- AUD：藤岡絵里子
- VE：矢田部昭
- 照明：木村弥史
- TK：西岡八生子
- 音効：山口晃司
- 編集：若宮慎也
- MA：佐渡吉志広
- 電飾：テルミック
- モニター：ジャパンテレビ
- 美術：中原晃一
- デザイン：本田恵子
- 美術協力：日テレアート
- タイトル：安居院一展
- キャラクター：ステレオテニス、ショウジョノトモ
- 協力：NiTRO、スタジオWELT、日本テレビ音楽
- 制作協力：ロール・ワン
- 編成：吉田和生
- 広報：斉藤由美
- AP：佐々木雅子
- デスク：村田順子
- ディレクター：牛込剛、新井秀和、上野和彦、岡本光浩、鈴木博久
- 演出：高谷和男
- プロデューサー：島田勇夫/上田識喜
- チーフプロデューサー：安岡喜郎
- 制作著作：日本テレビ